# Луций Юний Брут (народный трибун)
Луций Юний Брут (лат. Lucius Iunius Brutus; умер после 493 года до н. э.) — римский политический деятель из плебейского рода Юниев, народный трибун 493 года до н. э.

## Биография
Луций происходил из древнего плебейского рода; получил когномен «Брут» в честь Луция Юния Брута, одного из отцов-основателей Римской республики. Неизвестно, в каком родстве Луций состоял с другими представителями рода Юниев. Не упоминается ни одним античным автором, кроме Дионисия Галикарнасского, жившего почти пол-тысячелетия спустя, и Плутарха, который копирует Дионисия. В связи с этим, некоторые исследователи полагают, что народного трибуна с таким именем никогда не существовало.
В 494 году до н. э., после демонстративного ухода плебеев из Рима на Священную гору (т.н. первой сецессии), для защиты политических и социальных прав плебса были введены должности народных трибунов и эдилов. В 493 году до н. э. Брут был избран в учреждённую коллегию народных трибунов, куда, кроме него, также вошли  Луций Альбиний Патеркул, Гай Ицилий Руга, Гай Лициний, Публий Лициний и Луций Сициний Беллут. Консулами в тот год были Постум Коминий Аврунк, воевавший с вольсками, и Спурий Кассий Вецеллин, заключивший союз с латинами. 
Так же Брут занимал должность эдила в год, когда патриций Гней Марций Кориолан предстал перед плебейским судом.

## Личность
Дионисий в своём труде «Римские древности» описывает Луция Юния Брута следующим образом:
В лагере же был один весьма беспокойный и мятежный человек, который обладал проницательным умом и мог предсказывать отдалённое будущее, и, как человек разговорчивый и болтливый, он был не способен не выбалтывать то, что думает. Звали его так же, как и того, кто лишил власти царей, Луций Юний, и он, желая иметь полностью такое же имя, захотел называться Брутом. Для большинства же людей, пожалуй, он являлся посмешищем из-за пустого тщеславия, и когда они желали посмеяться над ним, они называли его прозвищем Брут.